# Septemvrijski Rid
Septemvrijski Rid (bulgariska: Септемврийски Рид) är en ås i Bulgarien.   Den ligger i regionen Sofijska oblast, i den västra delen av landet, 50 km sydost om huvudstaden Sofia.
I omgivningarna runt Septemvrijski Rid växer i huvudsak blandskog. Runt Septemvrijski Rid är det ganska glesbefolkat, med 45 invånare per kvadratkilometer.